# Championnat d'Angleterre féminin de football 2013
Navigation
2012 2014
La FA WSL 2013 est la 22e édition du championnat d'Angleterre féminin de football, la 3e sous le nom de Women's Super League (WSL). 
Le premier niveau du championnat féminin oppose huit clubs anglais. La compétition débute le dimanche 14 avril 2013 et s'achève le vendredi 15 septembre 2013.
Les deux premières places du championnat sont qualificatives pour la Ligue des champions féminine de l'UEFA. 
Arsenal et Birmingham City, respectivement champion et vice-champion en 2012, sont les représentants anglais en Ligue des champions féminine de l'UEFA 2013-2014.
| \| Arsenal Chelsea Birmingham City Bristol Academy Doncaster Belles Everton Lincoln Liverpool \| Localisation des clubs engagés dans le championnat. |
| Arsenal Chelsea Birmingham City Bristol Academy Doncaster Belles Everton Lincoln Liverpool                                                           |

## Participants
Ce tableau présente les huit équipes qualifiées pour disputer le championnat 2013. On y trouve le nom des clubs, le nom des entraîneurs et leur nationalité, la date de création du club, l'année de la dernière montée au sein de l'élite, leur classement de la saison précédente, le nom des stades ainsi que la capacité de ces derniers.
Légende des couleurs
- Qualifié pour la phase finale de la Ligue des champions 2013-2014.

| Nom du club             | Entraîneur    | DC   | DM   | Cls 2012 | Stade                 | Capacité | Nb T. |
| ----------------------- | ------------- | ---- | ---- | -------- | --------------------- | -------- | ----- |
| Arsenal                 | Shelley Kerr  | 1987 | 1992 | 1        | Meadow Park           | 4 502    | 14    |
| Birmingham City         | David Parker  | 1998 | 2002 | 2        | The DCS Stadium       |          | /     |
| Bristol Academy         | Mark Sampson  | 1973 | 1990 | 4        | Stoke Gifford Stadium | 1 500    |       |
| Chelsea                 | Emma Hayes    | 1992 | 2006 | 6        | Wheatsheaf Park       | 3 009    |       |
| Doncaster Rovers Belles | John Buckley  | 1969 | 2004 | 7        | Keepmoat Stadium      | 15 231   | 2     |
| Everton                 | Andy Spence   | 1983 | 1995 | 3        | Rossett Park          | 2 800    | 1     |
| Lincoln                 | Rick Passmoor | 1995 | 1997 | 5        | Sincil Bank           | 10 120   |       |
| Liverpool               | Matt Beard    | 1989 | 1995 | 8        | Halton Stadium        | 13 350   | /     |

## Compétition

### Classement
Le classement est calculé avec le barème de points suivant : une victoire vaut trois points, le match nul un et la défaite zéro.
Les critères utilisés pour départager en cas d'égalité au classement sont les suivants :
1. différence entre les buts marqués et les buts concédés sur la totalité des matchs joués dans le championnat ;
2. plus grand nombre de buts marqués sur la totalité des matchs joués dans le championnat.

| Rang | Équipe                  | Pts | J  | G  | N | P  | Bp | Bc | Diff |
| ---- | ----------------------- | --- | -- | -- | - | -- | -- | -- | ---- |
| 1    | Liverpool               | 36  | 14 | 12 | 0 | 2  | 46 | 19 | +27  |
| 2    | Bristol Academy         | 31  | 14 | 10 | 1 | 3  | 30 | 20 | +10  |
| 3    | Arsenal T               | 30* | 14 | 10 | 3 | 1  | 31 | 11 | +20  |
| 4    | Birmingham City         | 18  | 14 | 5  | 3 | 6  | 16 | 21 | -5   |
| 5    | Everton                 | 15  | 14 | 4  | 3 | 7  | 23 | 30 | -7   |
| 6    | Lincoln                 | 10  | 14 | 2  | 4 | 8  | 10 | 15 | -5   |
| 7    | Chelsea                 | 10  | 14 | 3  | 1 | 10 | 20 | 27 | -7   |
| 8    | Doncaster Rovers Belles | 6   | 14 | 1  | 3 | 10 | 9  | 42 | -33  |

| Légende : | Légende : |
| --------- | --- |
|           | Qualifié pour la Ligue des champions 2014-2015 |
|           | T Tenant du titre. CA Vainqueur de la FA WSL Cup 2013. Pts points ; G victoires ; N match nuls ; P défaites Bp buts marqués ; Bc buts encaissés ; Diff différence de buts |

- (*) Arsenal a reçu une sanction de trois points de pénalité pour avoir fait jouer une joueuse non qualifiée.

### Résultats
| Résultats (▼dom., ►ext.)                                   | ARS | BIR | BRI | CHE | DON | EVE | LIN | LIV |
| Arsenal                                                    |     | 2-0 | 0-0 | 2-1 | 3-1 | 5-0 | 0-4 | 0-0 |
| Birmingham City                                            | 1-3 |     | 0-2 | 2-1 | 1-0 | 2-1 | 2-4 | 1-1 |
| Bristol                                                    | 2-3 | 1-0 |     | 2-0 | 3-1 | 4-3 | 3-4 | 2-1 |
| Chelsea                                                    | 0-1 | 1-1 | 1-3 |     | 4-0 | 1-4 | 2-1 | 0-2 |
| Doncaster Belles                                           | 0-6 | 0-3 | 3-4 | 0-4 |     | 1-1 | 0-9 | 1-0 |
| Everton                                                    | 1-2 | 0-0 | 2-3 | 3-2 | 2-2 |     | 1-4 | 1-0 |
| Lincoln                                                    | 0-3 | 4-1 | 2-0 | 4-3 | 2-0 | 4-2 |     | 3-2 |
| Liverpool                                                  | 1-1 | 1-2 | 0-1 | 2-0 | 0-0 | 0-2 | 0-1 |     |
| - Victoire à domicile - Match nul - Victoire à l'extérieur |     |     |     |     |     |     |     |     |

### Domicile et extérieur
| Rang | Équipe                  | Pts | J | G | N | P | Bp | Bc | Diff |
| ---- | ----------------------- | --- | - | - | - | - | -- | -- | ---- |
| 1    | Liverpool               | 18  | 7 | 6 | 0 | 1 | 19 | 11 | +8   |
| 2    | Bristol Academy         | 15  | 7 | 5 | 0 | 2 | 17 | 12 | +5   |
| 3    | Arsenal T               | 14  | 7 | 4 | 2 | 1 | 12 | 6  | +6   |
| 4    | Birmingham City         | 10  | 7 | 3 | 1 | 3 | 9  | 12 | -3   |
| 5    | Everton                 | 8   | 7 | 2 | 2 | 3 | 10 | 13 | -3   |
| 7    | Chelsea                 | 7   | 7 | 2 | 1 | 4 | 9  | 12 | -3   |
| 6    | Lincoln                 | 5   | 7 | 1 | 2 | 4 | 4  | 7  | -3   |
| 8    | Doncaster Rovers Belles | 4   | 7 | 1 | 1 | 5 | 5  | 27 | -22  |

| Rang | Équipe                  | Pts | J | G | N | P | Bp | Bc | Diff |
| ---- | ----------------------- | --- | - | - | - | - | -- | -- | ---- |
| 3    | Arsenal T               | 19  | 7 | 6 | 1 | 0 | 19 | 5  | +14  |
| 1    | Liverpool               | 18  | 7 | 6 | 0 | 1 | 27 | 8  | +19  |
| 2    | Bristol Academy         | 16  | 7 | 5 | 1 | 1 | 13 | 8  | +5   |
| 4    | Birmingham City         | 8   | 7 | 2 | 2 | 3 | 7  | 9  | -2   |
| 5    | Everton                 | 7   | 7 | 2 | 1 | 4 | 13 | 17 | -4   |
| 6    | Lincoln                 | 5   | 7 | 1 | 2 | 4 | 6  | 8  | -2   |
| 7    | Chelsea                 | 3   | 7 | 1 | 0 | 6 | 11 | 15 | -4   |
| 8    | Doncaster Rovers Belles | 2   | 7 | 0 | 2 | 5 | 4  | 15 | -11  |

## Statistiques
| Cls | Joueuse           | Club            | Goals, |
| --- | ----------------- | --------------- | ------ |
| 1   | Natasha Dowie     | Liverpool       | 13     |
| 2   | Nicole Rolser     | Liverpool       | 10     |
| 3   | Natalia de Pablos | Bristol Academy | 9      |
| 4   | Louise Fors       | Liverpool       | 7      |
| 5   | Danielle Carter   | Arsenal         | 6      |
| 5   | Jordan Nobbs      | Arsenal         | 6      |
| 5   | Nikita Parris     | Everton         | 6      |
| 5   | Toni Duggan       | Everton         | 6      |
| 5   | Sofia Jakobsson   | Chelsea         | 6      |
| 5   | Eniola Aluko      | Chelsea         | 6      |

## Bilan de la saison
| Championnat d'Angleterre féminin de football 2013                             |                       |
| Champion                                                                      | Liverpool (1er titre) |
| Dauphin                                                                       | Bristol               |
| Coupes et trophées                                                            |                       |
| Vainqueur Coupe d'Angleterre de football féminin 2013                         | Arsenal               |
| Qualifications continentales                                                  |                       |
| Ligue des champions 2014-2015                                                 | Liverpool             |
| Ligue des champions 2014-2015                                                 | Bristol               |
| Promotions et relégations                                                     |                       |
| Promus en Championnat d'Angleterre féminin de football                        | Manchester City       |
| Relégués en Championnat d'Angleterre féminin de football de deuxième division | Doncaster Belles      |